# Spring Hill (Floride)
Pour les articles homonymes, voir Spring Hill.
Spring Hill est une census-designated place américaine dans le comté de Hernando, en Floride.